# مایکل گربر
مایکل ئی. گربر (انگلیسی: Michael E. Gerber زادهٔ ۲۰ ژوئن ۱۹۳۶) مؤلف آمریکایی و بنیان‌گذار شرکت‌های مایکل ئی. گربر است. این شرکت مربوط به آموزش مهارت‌های تجاری است که در کارلس‌بد، کالیفرنیا مستقر است.

## آثار
- افسانه کارآفرینی  (۱۹۹۵)
- بیداری کارآفرین درون (۲۰۰۸)
- ۱۰ اصل موفق‌ترین کسب‌وکار کوچک در جهان (۲۰۱۰)
- مدیر افسانه‌ای[۲]